# Paul Drude
Paul Karl Ludwig Drude (ur. 12 lipca 1863 w Brunszwiku, zm. 5 lipca 1906 w Berlinie) – niemiecki fizyk. Zajmował się przede wszystkim optyką oraz teorią elektronową metali. W latach 1900–1906 był redaktorem czasopisma „Annalen der Physik”.

## Życie i praca naukowa
Drude urodził się w Brunszwiku. Skończył studia na uniwersytecie w Getyndze. Uzyskał doktorat dzięki pracy na temat rozchodzenia się światła w sprężystym eterze. W latach 1887–1894 pracował na uniwersytecie w Getyndze, zajmując się optycznymi właściwościami metali. W 1894 roku został mianowany profesorem uniwersytetu w Lipsku. W 1900 roku opublikował na łamach naukowego czasopisma „Annalen der Physik” swoją teorię przewodnictwa elektrycznego metali, znaną jako model Drudego (także model elektronów swobodnych lub model gazu elektronów swobodnych). W 1905 roku został profesorem uniwersytetu w Berlinie.
W 1906 roku popełnił samobójstwo.